# Diecezja Południowej Rosji
Diecezja Południowej Rosji – diecezja Apostolskiego Kościoła Ormiańskiego z siedzibą w Krasnodarze w Rosji. Biskupem diecezji jest Mowses Mowsisjan (2022).